# Перегинское
Пере́гинское (укр. Перегінське) — посёлок в Калушском районе Ивано-Франковской области Украины. Административный центр Перегинской поселковой общины.

## География
Расположен на реке Ломница, являющейся правым притоком Днестра, в 7 км от железнодорожной станции Рожнятов, в 15 км от Рожнятова (по автомобильным дорогам). Площадь поселка составляет 24 км2.

## Население
В январе 1989 года численность населения составляла 11 975 человек.
На 1 января 2013 года численность населения составляла 12 597 человек.

### Языковой состав
Родной язык населения по данным переписи 2001 года:
| Язык       | Численность, чел. | Доля     |
| ---------- | ----------------- | -------- |
| Украинский | 12 232            | 99,67 %  |
| Другое     | 40                | 0,33 %   |
| Итого      | 12 272            | 100,00 % |

## История

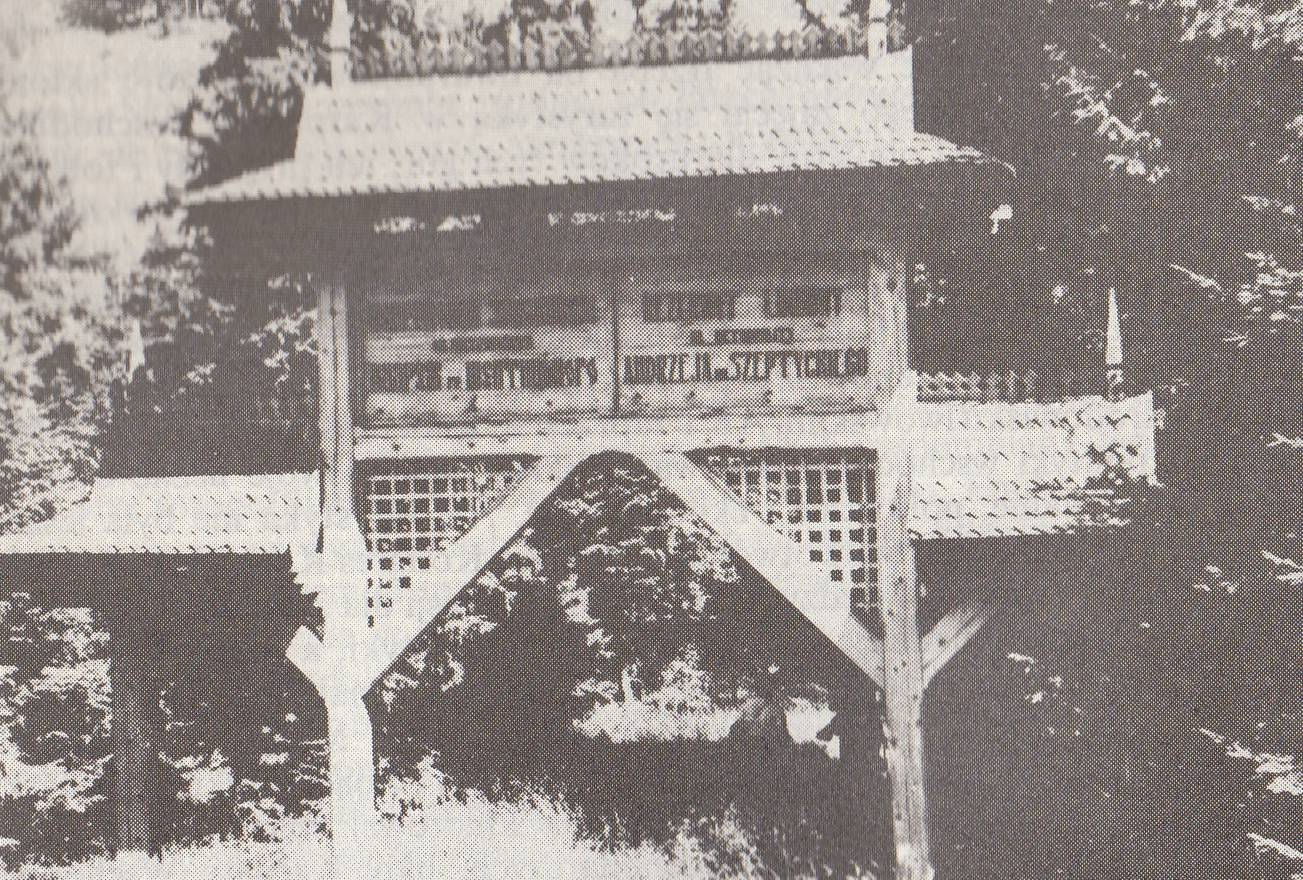
Заказник швейцарской сосны, организованный в Перегинском Андреем Шептицким в 1939 году

Населённый пункт впервые упоминается в 1292 году во времена Галицко-Волынского княжества. Территория Галицко-Волынского княжества в то время находилась под властью Золотой Орды; с 1349 года на более чем четыре столетия этот регион попал под польское господство, а в результате первого раздела Речи Посполитой оказался под властью Австрии (Австро-Венгрии). После Первой мировой войны и распада Австро-Венгрии эта территория вошла в состав Польской Республики. В сентябре 1939 года она была оккупирована советскими войсками и включена в состав УССР, а населённый пункт Перегинское вошёл во вновь созданную Станиславскую (ныне Ивано-Франковскую) область и в 1940 году получил статус посёлка городского типа. С июня 1941 года по июль 1944 года — немецкая оккупация, во время которой вся область была включена в состав дистрикта Галиция. После освобождения советскими войсками — вновь в составе СССР, а с 1991 года — в составе Украины.

## Объекты
В поселке расположено почтовое отделение.